# Ałancjewa
Ałancjewa (biał. Аланцьева; ros. Алантьево, Ałantjewo) – wieś na Białorusi, w obwodzie witebskim, w rejonie orszańskim, w sielsowiecie Mieżawa.